# Lucifer (1981)
Lucifer is een film uit 1980 van de Nederlandse regisseur Adriaan Ditvoorst. De film bestaat bijna alleen maar uit close-ups, vooral veel extreme close-ups van gezichten.
Door gebrek aan succes kon Ditvoorst nergens meer de financiering voor zijn projecten vinden. Uiteindelijk besloot hij een registratie te maken van het toneelstuk Lucifer (1654) van Joost van den Vondel. Het stuk werd opgevoerd door het Publiekstheater te Amsterdam, en Ditvoorst filmde het samen met vier andere cameramannen. Het toneelstuk werd door de VPRO uitgezonden.
De keuze om uitgerekend Lucifer in beeld te brengen ligt voor de hand, want het werk van Ditvoorst vertoonde altijd al overeenkomsten met het oeuvre van Joost van den Vondel.